# Dai Ni Teibō
El Dai Ni Teibō (第二丁卯 Teibō número 2?) fue uno de los primeros buques de vapor empleados en Japón. Se trataba de un cañonero que participó en la Guerra Boshin.

## Historial
Construido en unos astilleros de Londres, se trataba en origen de un buque de uso civil, bautizado Assunta. Fue comprado por el clan Chōshū en 1868 y renombrado Dai Ni Teibō Maru en 1868, siendo armado y convertido en cañonero ese mismo año.
El buque fue ofrecido en 1870 a la Armada Imperial Japonesa, recibiendo su nombre definitivo de Dai Ni Teibō. Tōgō Heihachirō fue su capitán durante un tiempo. 
El buque sobrevivió 10 años a su gemelo, el Dai Ichi Teibō, pero al igual que él, terminaría naufragando.